# Heinrich Müller (Theologe, 1759)

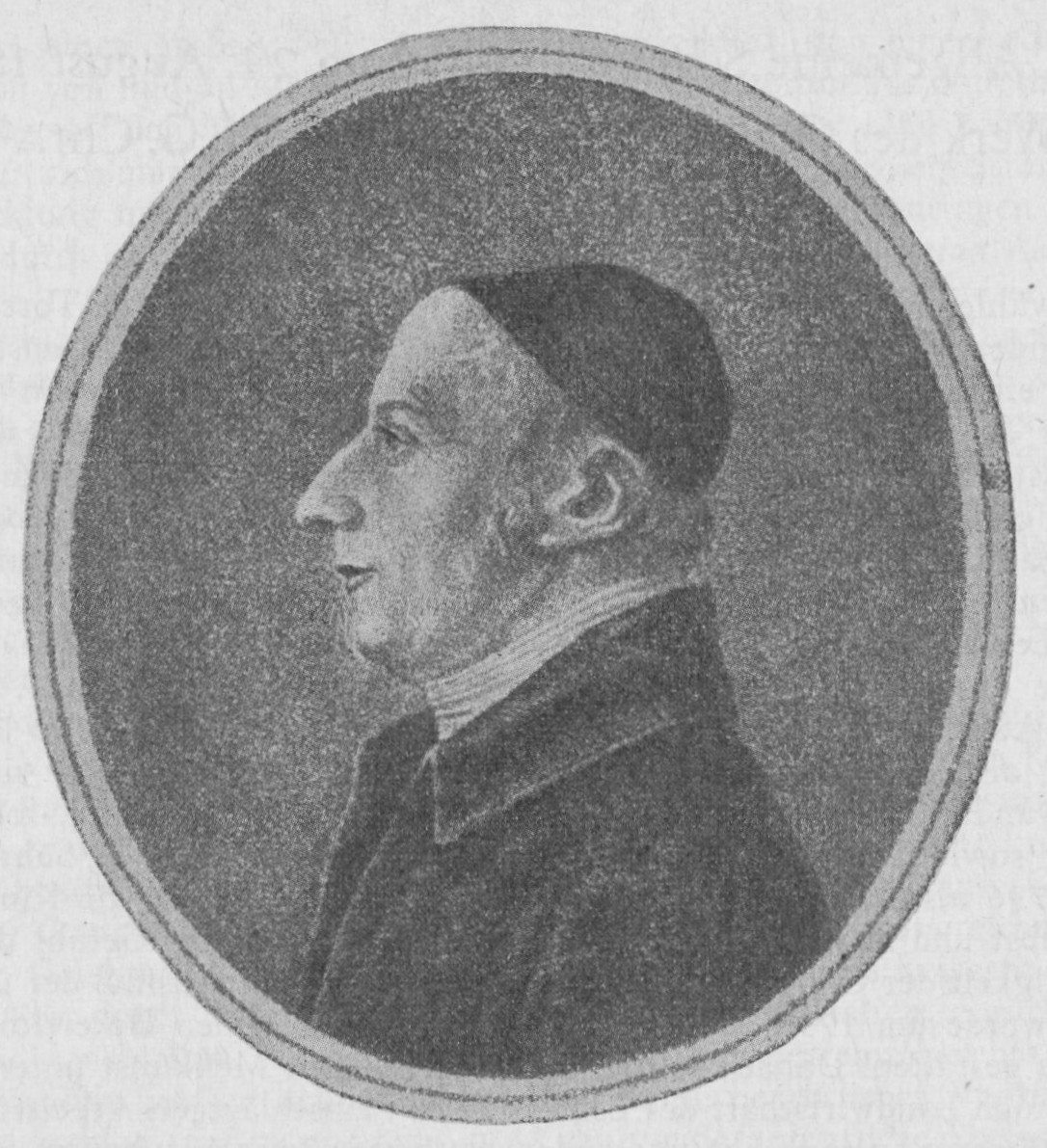
Heinrich Müller

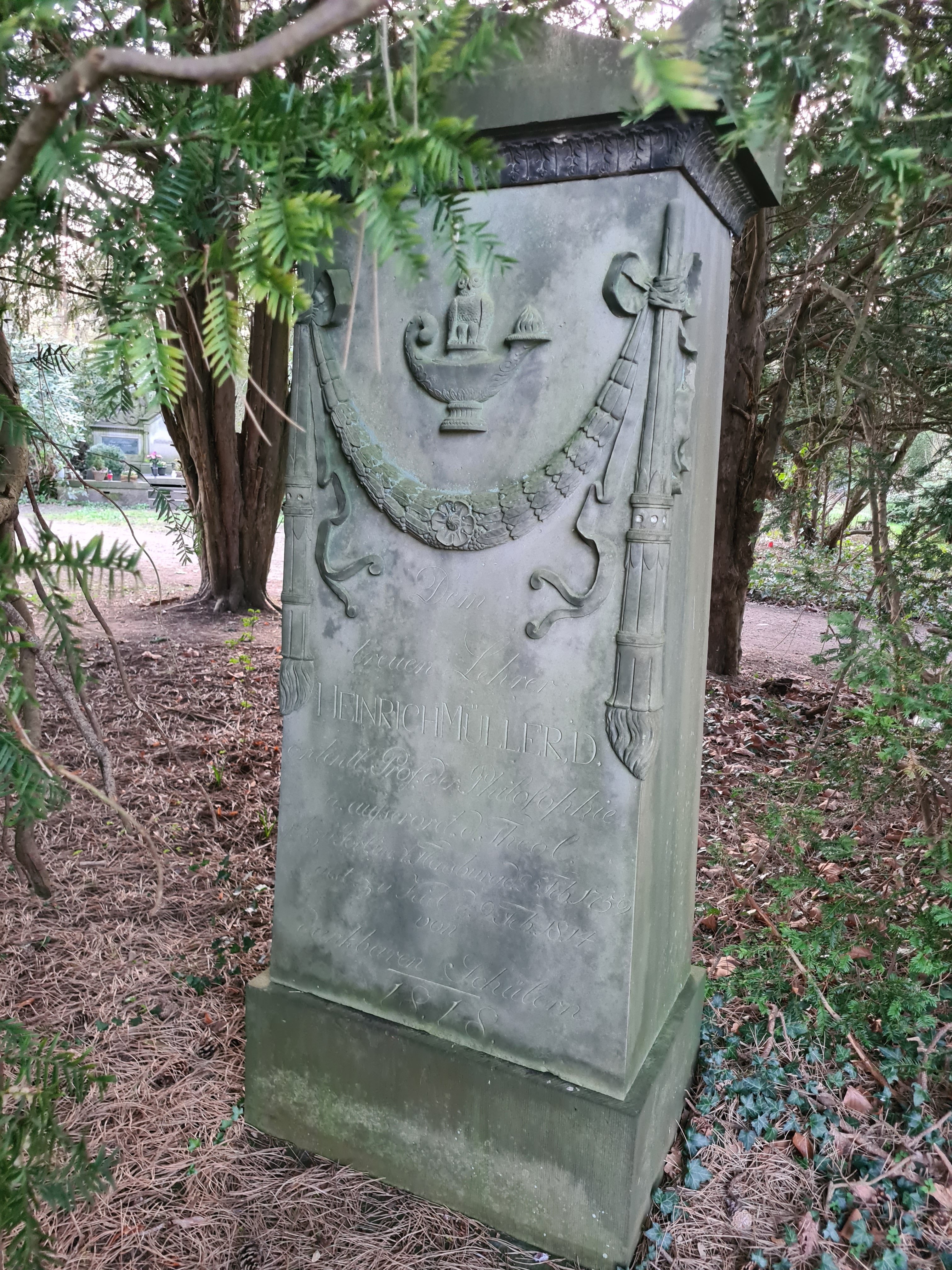
Das Grab von Heinrich Müller auf dem Parkfriedhof Eichhof

Heinrich Müller, auch Johann Friedrich Müller, (* 25. Februar 1759 in Jörl; † 9. Februar 1814 in Kiel) war ein deutscher Theologe.  

## Leben
Er besuchte die Lateinschule in Husum, studierte ab 1779 Theologie in Kiel, wurde 1782 als erste Lehrerstelle Katechet an dem am 8. Juli 1781 eröffneten Lehrerseminar, dessen erster Leiter Johann Andreas Cramer (1723–1788), seit 1774 Professor der Theologie in Kiel, war. 1785 bestand Müller das theologische Examen und wurde 1786 Diakon an St. Nikolai in Kiel. Am 20. Oktober 1786 heiratete er in Schönberg Margarethe Dorothea Schetelig aus Schönberg, die 1806 starb. 
1788 wurde er nach Cramers Tod Leiter des Lehrerseminars und a.o. Professor der Theologie an der Universität Kiel. 
Er war gemäßigter Rationalist, Aufklärer und ein guter Pädagoge nach der sokratischen Methode. Seine Schüler (unter ihnen auch Peter Plett) sollen außerordentlich begeisterte Lehrer geworden sein.  Um 1800 blühte eine Diskussion über den rechten Glauben, wobei seinen Seminaristen Rationalismus und Geringschätzung von Taufe und Abendmahl vorgeworfen wurde. 
Um 1800 wurde der konservative Friedrich Karl Graf Reventlow Kurator der Universität und Oberdirektor des Lehrerseminars. Er stellte Müller 1804 vor die Wahl, entlassen zu werden oder seinen Rücktritt zu erklären und mit einer ordentlichen Professur der Philosophie (Pädagogik, Ethik) abgefunden zu werden. Müller wählte den Rücktritt, trat 1805 sein neues Amt an und erhielt den dafür notwendigen Dr. phil. Hier kam er zu neuem Ansehen, so dass seine Schüler ihm 1818 auf dem St. Jürgensfriedhof ein Denkmal setzten. Das Lehrerseminar hatte in der Zeit seines Bestehens 722 Studierende, wovon 570 ihre Prüfung in über 15 Fächern nach anfangs zwei Jahren bzw. später drei Jahren ablegten.